# Yiddish Black Hand
La Yiddish Black Hand, traducibile come Associazione Ebraica Mano Nera, fu una organizzazione criminale operante nel Lower East Side, una zona di Manhattan a New York, durante i primi anni del 1900, guidata da Jacob "Johnny" Levinsky.

## Le estorsioni
Attorno al 1906, Levinsky, assieme a Charles Vitoffsky e Joseph Toplinsky iniziarono le estorsioni partendo dal loro ritrovo di Suffolk Street consegnando lettere anonime firmate Yiddish Black Hand in cui minacciavano di rubare o avvelenare i cavalli di fornitori locali e di altri uomini d'affari. Questo metodo era stato utilizzato in precedenza dalla camorra, da mafiosi siciliani e membri della Mano Nera. Nel giro di tre anni l'associazione di produttori di gelato crearono un fondo comune con cui avrebbero pagato la società criminale.
Verso la fine del 1913, dopo aver ottenuto il monopolio virtuale nelle loro attività criminali, i tre riorganizzarono la loro società criminale con Levinsky che si dedicò solo alle estorsioni e al commercio del gelato, Vitoffsky ai traffici del mercato di selz e Toplinsky ai traffici di soda.

## Dall'individualismo all'associazione a delinquere
Sebbene i tre lavorassero spesso indipendentemente gli uni dagli altri, collaborarono per specifici traffici, come aggressioni, furti e omicidi. Un membro che aveva decifrato le informazioni fornì una descrizione delle tariffe per i diversi "servizi":
- Omicidio - 500 dollari
- Tentato omicidio - 100 dollari
- Avvelenamento - 50 dollari
- Avvelenamento cavallo - 35 dollari
- Sequestro cavallo - 25 dollari